# Pseudomyrmex subater
Pseudomyrmex subater är en myrart som först beskrevs av Wheeler 1914.  Pseudomyrmex subater ingår i släktet Pseudomyrmex och familjen myror. Inga underarter finns listade i Catalogue of Life.

## Bildgalleri

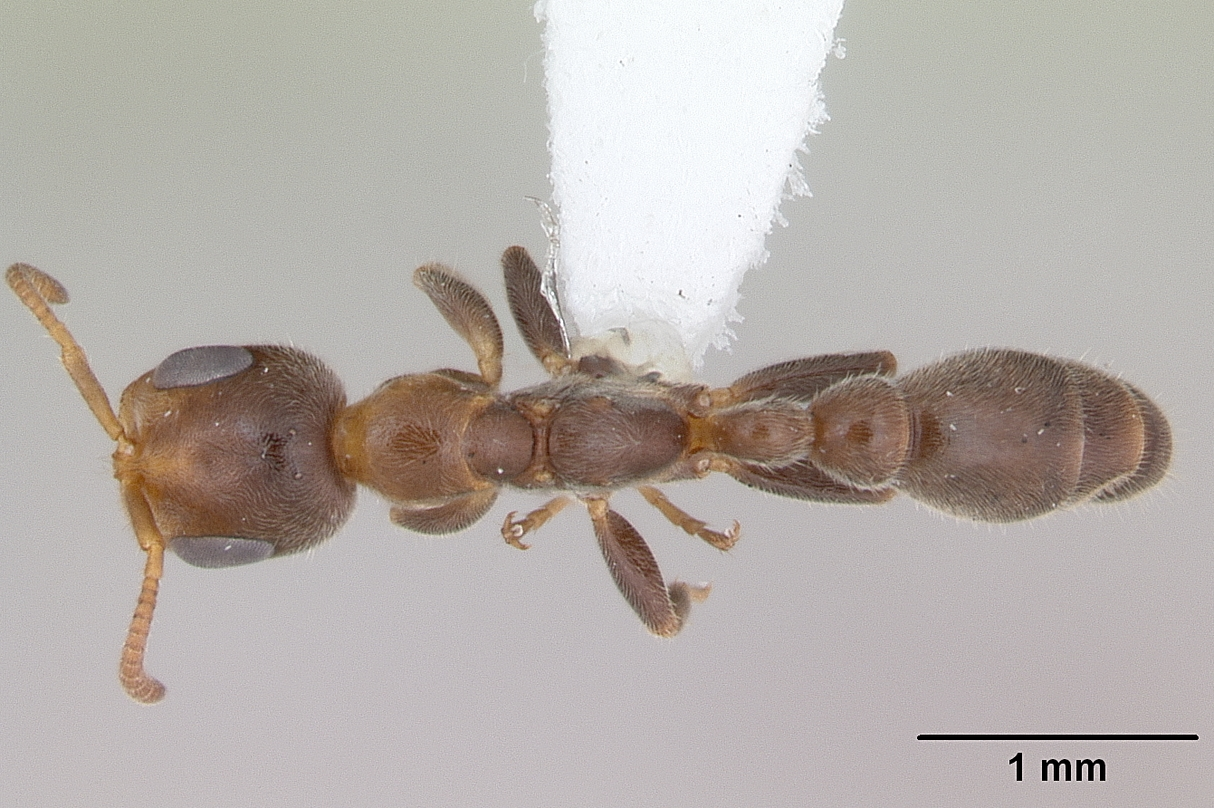
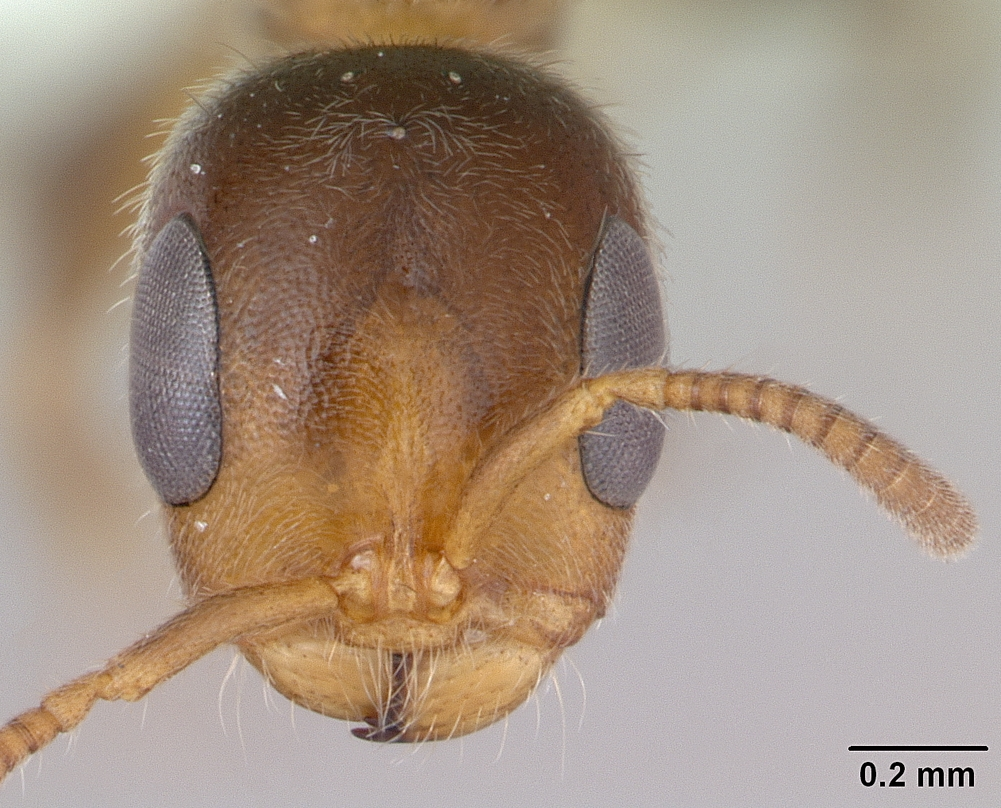
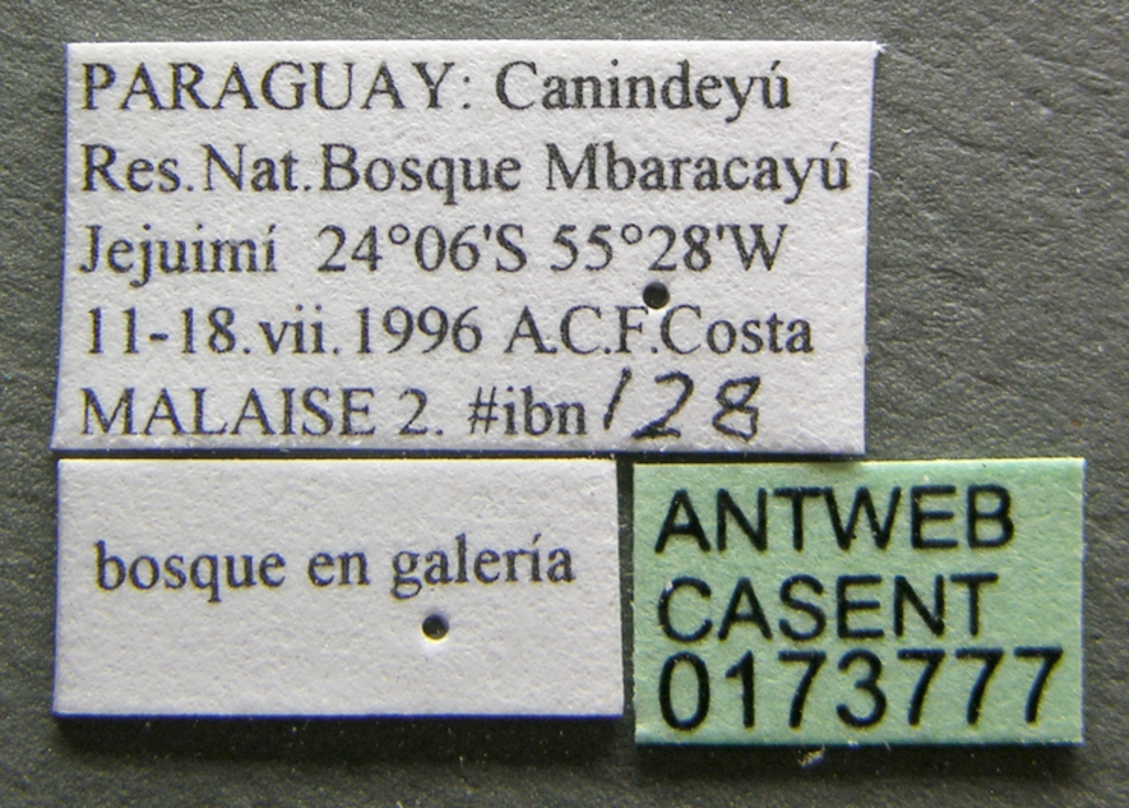
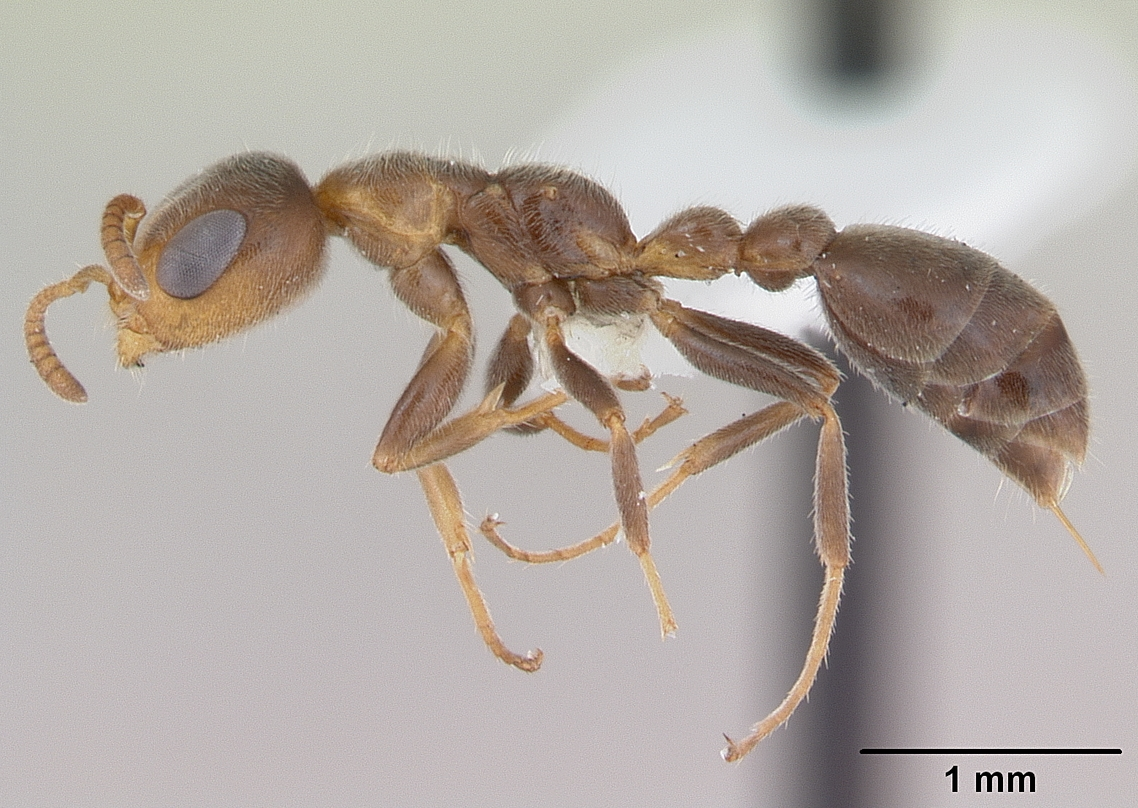
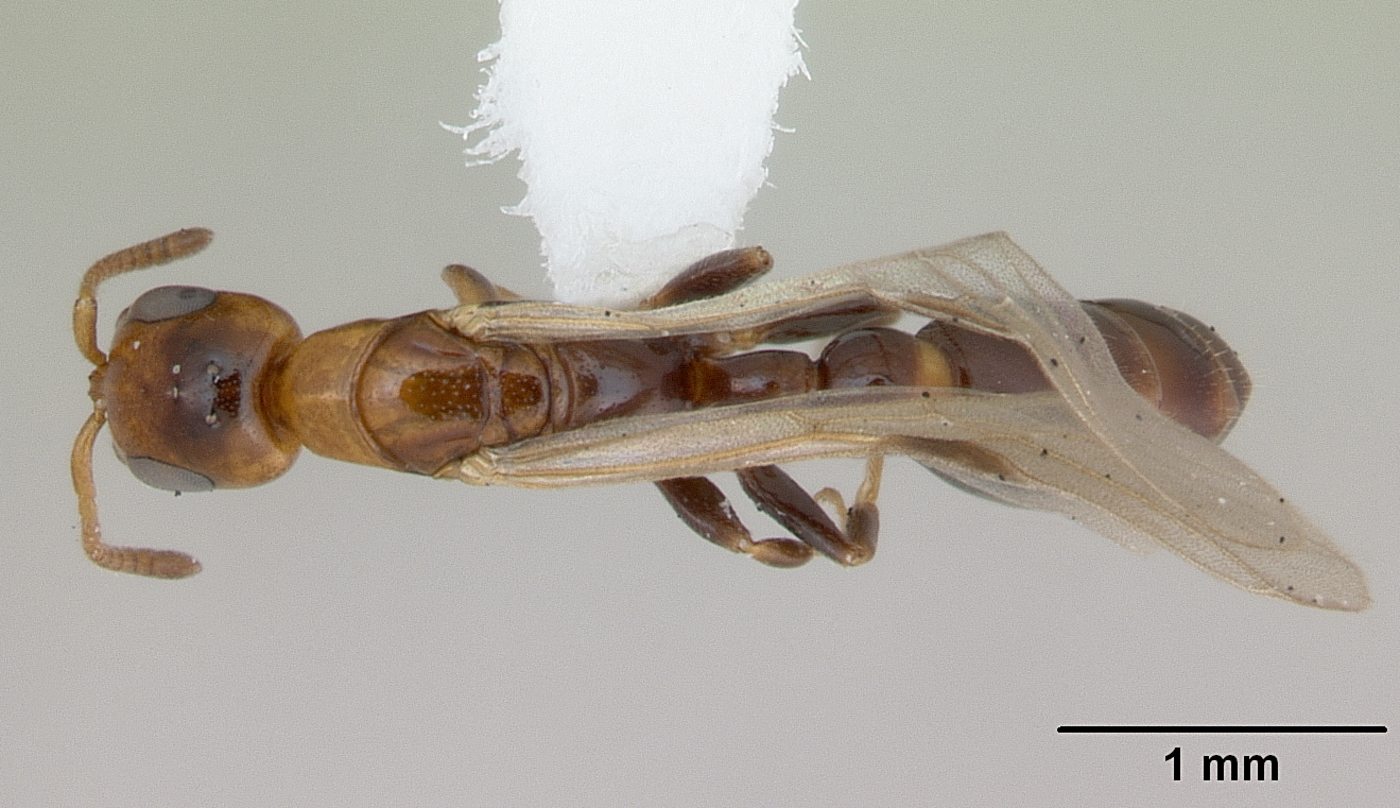
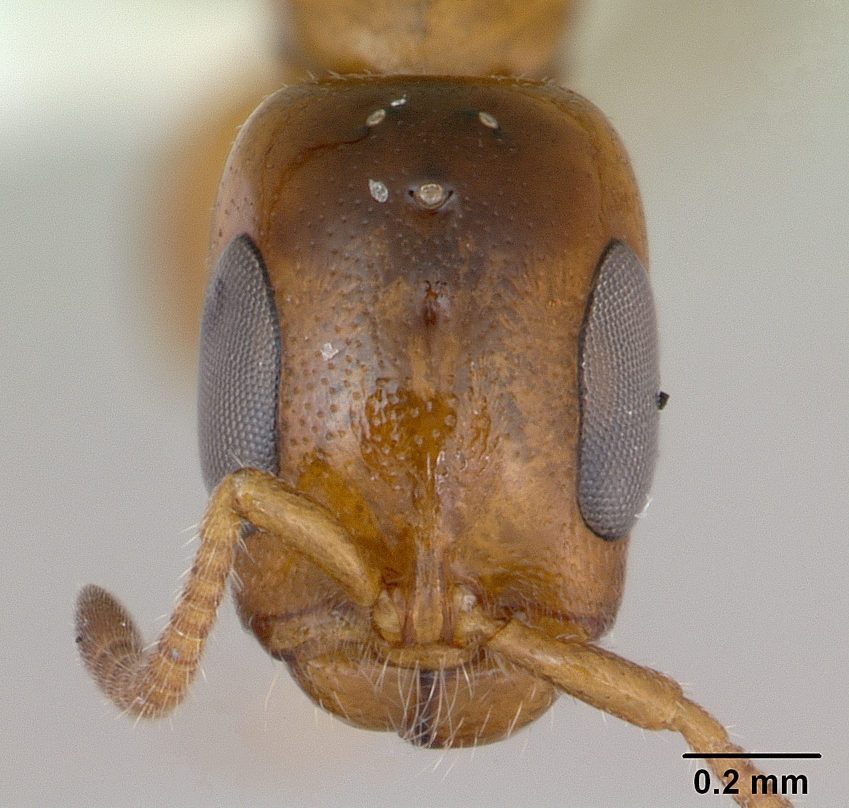